# Neidgesellschaft
Der Begriff Neidgesellschaft ist ein politisches Schlagwort, das eine Gesellschaft bezeichnet, in der Neid und insbesondere „Sozialneid“ allgemein politisch und wirtschaftlich als Motivation geschürt werden. Der Begriff taucht auch in gesellschaftspolitischen Argumentationen mit entgegengesetzten Zielen auf. Entweder sollen damit mehr oder weniger berechtigte Forderungen nach mehr sozialer Gerechtigkeit als schlichte Neidäußerungen abgelehnt werden; oder eine gerechtfertigte Kritik an ungerechten Privilegierungsforderungen soll schlagwortartig dargestellt werden, da diese lediglich unter dem Deckmantel der „Sozialen Gerechtigkeit“ vorgebracht wird, im Hintergrund jedoch Partikularinteressen eine motivierende Rolle spielen. Tatsächlich unterscheidet etwa der Psychoanalytiker Rolf Haubl hier zwischen dem negativen feindselig-schädigenden und depressiv-lähmenden und dem positiven ehrgeizig-stimulierenden und empört-rechtenden Neid, der das Gerechtigkeitsgefühl anrege und auf Veränderung dränge. Folglich ist die politische Motivation des Nutzers als auch des Kritikers dieses politischen Schlagwortes stets genau zu beleuchten.
Der Duden definiert Neidgesellschaft als „Gesellschaft, in der große Teile der Bevölkerung davon überzeugt sind, dass Einkommen, Vermögen und Besitz ungerecht verteilt sind.“

## Neid und Gesellschaft
Nach dem Soziologen Helmut Schoeck stellt Neid eine anthropologische Konstante dar. In seinem Werk Neid. Eine Theorie der Gesellschaft verfolgt er, ausgehend von mikrosozialen Neidphänomenen wie etwa Geschwisterneid, den Gedanken einer „neidfreien“ Gesellschaft anhand von Beispielen wie Kibbuzim und anderen sozialistischen Utopien, die nur durch Kontrollinstanzen aufrechtzuerhalten sei.
Der Psychologe Rolf Haubl führte im Jahr 2008 mit Kollegen eine Verhaltensstudie Neid und Neidbewältigung in Deutschland durch, die zu der Aussage kam, dass mehr als die Hälfte der Deutschen eine „Neidgesellschaft“ wahrnehmen, wobei Ostdeutsche stärker zu dieser Aussage tendierten und entsprechend „empörend-neidisch“ reagierten. Er erwartete jedoch eine Angleichung der Westdeutschen in Folge der Finanzkrise, die bisher mehrheitlich eher einen „ehrgeizig-stimulierenden“ Neid empfinden würden.
Der französische Evolutionsbiologe und Psychiater François Lelord vertritt die These, dass eher in Demokratien der Neidfaktor groß sei: „In der ständischen, alten Gesellschaft war der Bauer nicht neidisch auf den König oder auf den Adligen, das hat sich einfach verboten, das war gar nicht denkbar, dass er da hinkommen könnte.“ In einer Demokratie sei der Neid „natürlich ein wichtiger Antrieb für viele Menschen“. Er sei Wesen der Demokratie, da es einen „offenen Wettbewerb um den Zugang zur Macht“ gäbe, aber auch die Aussicht auf Wohlstand. Neid fördere den Ehrgeiz, durch eigene Anstrengungen und eigenen Erfolg mit dem 'Beneideten' gleichzuziehen".
Der ehemalige Schweizer Bundespräsident Joseph Deiss gebrauchte in seiner Rede zum Schweizer Nationalfeiertag am 1. August 2004 den damals in der Schweiz bereits gebräuchlichen Ausdruck „Neidgenossenschaft“ als Wortspiel zum Begriff Eidgenossenschaft.

## Kritik am Begriff der Neidgesellschaft
Der Soziologe Sighard Neckel nannte in seinem Artikel Deutschlands gelbe Galle das allzu „grobschlächtige teutonische“ Verständnis von Neid als ein Zeichen „sozialer Erfahrungsarmut“. Es verhindere eine fruchtbare Diskussion über die Frage nach sozialer Gerechtigkeit. Neid sei durch seine Verwandlung in „Ehrgeiz oder Gerechtigkeitssinn“ jedoch durchaus förderlich für eine Gesellschaft. Der „Sozialneid“, der nach verbreiteter Vorstellung zwischen unterschiedlichen Gesellschaftsschichten auftritt, würde überschätzt werden. Eine weit größere Rolle spiele Neid zwischen „eng benachbarten Gruppen“.
Der Soziologe Michael Hartmann nannte in seinem Artikel Bildung und andere Privilegien im Kursbuch „Sozialneid“ als bloße Schimäre. Dieser sei ein pauschaler Begriff mit dem Kritiker der „Neidgesellschaft“ das Bedürfnis nach einer Debatte über soziale Gerechtigkeit zu diffamieren versuchen. In der soziologischen Fachliteratur spiele „Sozialneid“ jedoch keine Rolle, aus soziologischer Sicht entsteht Neid in erster Linie unter Vertretern vergleichbarer Sozialverhältnisse.
Der Schriftsteller Hartmut El Kurdi sah in Deutschland in den Jahrzehnten von 1990 bis 2020 eine politisch Wirksamkeit des „Sozialneids der Villenviertel“. Denn wenn man sich den Niedergang des öffentlichen Sektors und den gleichzeitigen Anstieg der Privatvermögen seit den Neunzigern anschaue, werde klar, „warum die Bibliotheken und Stadtteilbäder geschlossen werden mussten: Weil die »Besserverdiener« es nicht ertragen konnten, dass es ein paar Dinge gab, die nicht nur ihnen, sondern allen gehörten.“